# Heinrich (Hohenlohe)
Heinrich von Hohenlohe (* um 1150; † um 1212) war ein fränkischer Edelmann und jüngster gemeinsamer Stammvater des Gesamthauses Hohenlohe einschließlich sämtlicher ausgestorbener Linien des späteren Mittelalters.

## Abstammung
Heinrich von Hohenlohe entstammte einem reich begüterten fränkischen Adelsgeschlecht des Hochmittelalters, das sich zunächst nach der Burg Weikersheim benannte und großen politischen Einfluss am Hof der Fürstbischöfe von Würzburg und am Königshof der Staufer ausübte.
Heinrich war ein Sohn des Konrad von Weikersheim (* um 1130; † 1183) und einer Frau, deren Name nicht überliefert wurde.
Heinrichs Vater Konrad hatte zwei Brüder, die auf Urkunden nach 1178 statt Weikersheim die Herkunftsbezeichnung Hohenlohe verwendeten. Es handelt sich hierbei um den 1156 bis 1182 auf Urkunden erwähnten gleichnamigen Heinrich von Hohenlohe und den 1170 bis 1182 auf Urkunden erscheinenden Adelbert von Hohenlohe. Letzterer benutzte 1178 erstmals als Herkunftsbezeichnung von Hohenlohe, sein Bruder Heinrich ebenso ab 1182.
Heinrichs Bruder Adelbert, der urkundlich zwischen 1189 und 1209 erscheint, beteiligte sich am Dritten Kreuzzug unter Kaiser Friedrich Barbarossa.
Nach Angaben von Hansmartin Decker-Hauff aufgrund der von ihm verwendeten Lorcher Quellen sollte eine nahe Verwandtschaft des Hauses Hohenlohe zum Hause Hohenstaufen bestanden haben. Diese Angaben lassen sich jedoch in ihren Details gemäß neuerer Nachforschungen nicht zweifelsfrei belegen.

## Herrschaft
Auf den meist allodialen Gütern um die Burgen Hohenlohe und Weikersheim sowie um Mergentheim entlang des Taubertals flussaufwärts bis in die Gegend um Uffenheim herrschte Heinrich von circa 1189 bis zu seinem Tod um das Jahr 1212. Bei Aub führte die wichtige Handelsstraße von Frankfurt nach Augsburg durch sein Gebiet, auf denen er das Geleitrecht ausübte.

## Residenz
Die Burg Hohlach, die Heinrich als Residenz diente und nach der sich das Geschlecht der Hohenlohe seit 1178 benannte, war ihrem äußeren Erscheinungsbild nach in etwa das, was man heute als einen befestigten Großbauernhof bezeichnen würde. Ein Herrenhaus mit romanischen Fensterbögen war umgeben von Dienerbehausungen, Stallungen und Scheunen, geschützt durch eine Wehrmauer.

## Nachkommen
Heinrich von Hohenlohe heiratete Adelheid († um 1230), deren Familie sich vermutlich nach dem späteren Langenburg von Langenberg nannte. Es gibt auch Angaben, gemäß denen sie als von Gundelfingen auf der Brenz bezeichnet wurde. Aus der Ehe gingen fünf Söhne und eine Tochter hervor:
- Andreas (* um 1192; † nach 1270 in Mergentheim), Deutschordensritter
- Gottfried (* um 1190; † 1254 oder 1255), Stammvater der Linie Hohenlohe-Weikersheim, Erzieher und Geheimer Rat von König Konrad IV.
- Konrad, Stammvater der Linie Hohenlohe-Brauneck
- Heinrich (* um 1200; † 15. Juli 1249), Hochmeister des Deutschen Ordens
- Friedrich (* um 1197; ⚔ nach 1219 in Ägypten beim Kreuzzug von Damiette), Deutschordensritter
- Kunigunde, urkundlich erwähnt 1219